# Приморски проход

Приморския проход (или Поморийски проход) е планински проход (седловина) в източната част на Еминска планина (част от Източна Стара планина), в Община Несебър, област Бургас. Той е най-източния проход в Стара планина.
Дължината му е 18,3 km, надморска височина на седловината – 452 m.
Проходът свързва долината на река Вая (влива се в Черно море в местността Иракли) на север с най-северната част на Бургаската низина на юг, при курорта „Слънчев бряг“. Проходът започва в западния край на село Баня на 182 m н.в. и с множество завои, но с малък наклон след 10,8 km в местността Куручешме достига до най-високата точка на седловината – 452 m. След седловината започва стръмно спускане по южния склон на планината и след 7,5 km шосето слиза в най-северната част на Бургаската низина, при курорта „Слънчев бряг“, на 1 m н.в., където проходът свършва.
През него преминава участък (от km 181 до km 199,3) от първокласния Републикански път I-9, ГКПП Дуранкулак – Варна – Бургас – ГКПП Малко Търново. Пътят се подддържа целогодишно за движение на МПС, като през летния сезон е особено натоварен.

## Топографска карта
- Лист от карта K-35-44. Мащаб: 1 : 100 000.